# クーパー郡 (ミズーリ州)
クーパー郡（英: Cooper County）は、アメリカ合衆国ミズーリ州の中央部、ミズーリ川の南岸に位置する郡である。2010年国勢調査での人口は17,601人であり、2000年の16,670人から5.6％増加した。郡庁所在地はブーンビル市（人口8,319人）であり、同郡で人口最大の都市でもある。クーパー郡は1818年12月17日に組織化され、郡名は1814年にアロウロック近くでインディアンに殺された開拓者のサーシャル・クーパーに因んで名付けられた。

## 地理
アメリカ合衆国国勢調査局に拠れば、郡域全面積は570.22平方マイル (1,476.9 km2)であり、このうち陸地565.03平方マイル (1,463.4 km2)、水域は5.19平方マイル (13.4 km2)で水域率は0.91％である。

### 主要高規格道路
- 州間高速道路70号線
- アメリカ国道40号線
- アメリカ国道50号線
- ミズーリ州道5号線
- ミズーリ州道41号線
- ミズーリ州道87号線
- ミズーリ州道98号線
- ミズーリ州道135号線
- ミズーリ州道179号線

### 隣接する郡
- ハワード郡 - 北
- ブーン郡 - 北東
- モニトー郡 - 南東
- モーガン郡 - 南
- ペティス郡 - 西
- セイリーン郡 - 北西

### 国立保護地域
- ビッグマディ国立魚類野生生物保護区（部分）

## 人口動態
以下は2000年の国勢調査による人口統計データである。
| 基礎データ - 人口: 16,670人 - 世帯数: 5,932 世帯 - 家族数: 4,140 家族 - 人口密度: 11人/km2（30人/mi2） - 住居数: 6,676軒 - 住居密度: 5軒/km2（12軒/mi2） 人種別人口構成 - 白人: 89.05% - アフリカン・アメリカン: 8.96% - ネイティブ・アメリカン: 0.36% - アジア人: 0.23% - 太平洋諸島系: 0.02% - その他の人種: 0.28% - 混血: 1.11% - ヒスパニック・ラテン系: 0.86% 先祖による構成 - ドイツ系：38.1％ - アメリカ人：18.7％ - イギリス系：8.1％ - アイルランド系：8.0％ 年齢別人口構成 - 18歳未満: 22.8% - 18-24歳: 14.0% - 25-44歳: 27.4% - 45-64歳: 20.6% - 65歳以上: 15.2% - 年齢の中央値: 35歳 - 性比（女性100人あたり男性の人口） - 総人口: 117.4 - 18歳以上: 120.0 | 世帯と家族（対世帯数） - 18歳未満の子供がいる: 31.8% - 結婚・同居している夫婦: 57.4% - 未婚・離婚・死別女性が世帯主: 9.0% - 非家族世帯: 30.2% - 単身世帯: 26.1% - 65歳以上の老人1人暮らし: 12.6% - 平均構成人数 - 世帯: 2.46人 - 家族: 2.97人 収入と家計 - 収入の中央値 - 世帯: 35,313米ドル - 家族: 41,526米ドル - 性別 - 男性: 28,513米ドル - 女性: 20,965米ドル - 人口1人あたり収入: 15,648米ドル - 貧困線以下 - 対人口: 10.7% - 対家族数: 8.3% - 18歳未満: 12.8% - 65歳以上: 8.3% |

## 都市と町

### 都市
| - ブラックウォーター - ブーンビル - 郡庁所在地 - バンストン | - オッタービル - パイロットグローブ - プレーリーホーム |

### 村
| - ウィンザープレース - ウールドリッジ |

### 国勢調査指定地域
- クリフトンシティ
- スピード

### 郡区
クーパー郡は14の郡区に分かれている。
| - ブラックウォーター - ブーンビル - クラークフォーク - クリアクリーク - ケリー | - ラマイン - レバノン - ノースモニトー - オッタービル - パレスタイン | - パイロットグローブ - プレーリーホーム - セイリーン - サウスモニトー |

## 政治

### 地方
クーパー郡の地方レベルでは共和党が大半の政治を支配しており、郡の選挙で選ばれる役職は1人を除いて独占している。

#### 2008年大統領予備選挙
2008年の大統領予備選挙で、クーパー郡は共和党のジョン・マケインと民主党のヒラリー・クリントンを選んだ。民主党の予備選挙ではヒラリー・クリントンが1位となり、さらに共和党予備選挙で各候補に投じられた票数よりも多かった。